# Chagarcía Medianero
Chagarcía Medianero település Spanyolországban, Salamanca tartományban. Chagarcía Medianero Horcajo Medianero, Larrodrigo, Alaraz, Diego del Carpio és Martínez községekkel határos. Lakosainak száma 73 fő (2024).

## Népesség
A település népessége az elmúlt években az alábbi módon változott:
| Lakosok száma | 142  | 120  | 113  | 109  | 93   | 94   | 81   | 82   | 62   | 73   |
|               | 2001 | 2004 | 2007 | 2009 | 2012 | 2014 | 2017 | 2019 | 2022 | 2024 |